# Рау, Вернер
Ве́рнер Ра́у (нем. Werner Rauh; 16 мая 1913, Нимегк, Бранденбург — 7 апреля 2000, Гейдельберг) — немецкий ботаник, автор более трёхсот книг и статей.
Лауреат премии «Золотой кактус».

## Растения, описанные Рау

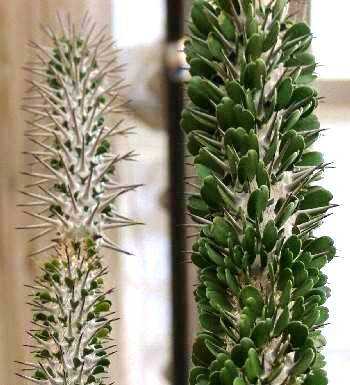
Alluaudia montagnacii

- Alluaudia montagnacii  Rauh

## Избранные труды
- Kakteen an ihren Standorten, 1979, ISBN 3-4895-1924-8
- Die 100 schönsten Kakteen, Humboldt-Taschenbuchverlag, 1980, ISBN 3-581-66370-8
- Die großartige Welt der Sukkulenten, 1979
- Schöne Kakteen und andere Sukkulenten, 1967
- Bromelien — Tillandsien und andere kulturwürdige Bromelien, Verlag Eugen Ulmer, Stuttgart 1990, ISBN 3-8001-6371-3
- Succulent and Xerophytic Plants of Madagascar, Vol. 1 + 2, Strawberry Press, 1995 + 1998, ISBN 0-912647-14-0
- Список публикаций Вернера Рау (PDF)

## Экспедиции
- 1950: Марокко
- 1954: Перу, Эквадор
- 1956: Перу
- 1959—1960: Мадагаскар, Тасмания, Кения
- 1961: Мадагаскар, Южно-Африканская Республика
- 1963: Мадагаскар, Коморские острова
- 1964: Южно-Африканская Республика
- 1966: Мексика
- 1967: Перу
- 1968: Южно-Африканская Республика
- 1969: Мадагаскар, Коморские острова
- 1970: Перу, Мексика
- 1971: США
- 1973: Эквадор, Галапагосские острова, Перу, Бразилия
- 1974: Мексика
- 1975: Бразилия, Колумбия, Эквадор, Перу, Панама
- 1976: Перу, Боливия, Чили
- 1977: США, Гватемала, Коста-Рика, Панама
- 1978: Индонезия, Новая Гвинея, Филиппины
- 1979: Намибия, Южно-Африканская Республика
- 1980: Мексика, Перу, Эквадор
- 1981: Бразилия
- 1982: США, Панама, Доминиканская Республика
- 1983: Эквадор, Перу, Аргентина
- 1984: Венесуэла, Доминиканская Республика, Панама
- 1985: США, Мексика, Перу
- 1986: Бразилия
- 1994: Мадагаскар.

## Факты
- В честь Вернера Рау назван небольшой род орхидных Rauhiella[3].